# Palaua (planta)
Palaua es un género con 31 especies de fanerógamas perteneciente a la familia  Malvaceae.

## Especies seleccionadas
| - Palaua biserrata - Palaua camanensis - Palaua concinna - Palaua declinata | - Palaua dissecta - Palaua flexuosa - Palaua geranioides - Palaua glabra |

- Datos: Q7126874
- Multimedia: Palaua / Q7126874
- Especies: Palaua Cav.